# Hollywood Speaks
Hollywood Speaks è un film del 1932 diretto da Edward Buzzell.
È un film drammatico statunitense con Genevieve Tobin, Pat O'Brien e Lucien Prival incentrato sul mondo dello showbusiness cinematografico di Hollywood e dell'intrattenimento.

## Produzione
Il film, diretto da Edward Buzzell su una sceneggiatura di Norman Krasna e Jo Swerling e un soggetto dello stesso Krasna, fu prodotto dalla Columbia Pictures e girato dal 2 al 19 maggio 1932.

## Distribuzione
Il film fu distribuito negli Stati Uniti dal 25 giugno 1932 al cinema dalla Columbia Pictures.